# Force India VJM05
VJM05 foi o modelo construído pela equipe Force India para a Temporada de Fórmula 1 de 2012. Foi pilotado por Paul di Resta e Nico Hulkenberg. 